# Aurelio Fernández Sánchez
Aurelio Fernández Sánchez (La Corredoria, 1897 - Puebla, 1974) fue un dirigente obrero español, militante en el anarquismo. 

## Biografía
Desde su juventud fue miembro de la Confederación Nacional del Trabajo (CNT). Tuvo una participación destacada en la Huelga general de 1917, y tuvo que esconderse en Logroño y Zaragoza. Se había adherido al grupo anarquista Los Solidarios en 1922, con los que se le atribuye haber participado en el asalto del Banco de España de Gijón en septiembre de 1923. Por esa época llegó a planear el asesinato de Severiano Martínez Anido, antiguo gobernador civil de Barcelona. Durante la dictadura de Miguel Primo de Rivera fue encarcelado en marzo de 1924 en Barcelona. No obstante, se fugó de la cárcel y huyó a Francia.
Regresó a España en 1926 y a finales del mismo año fue detenido y encarcelado en Bilbao. Durante los años de la Segunda República destacó como uno de los líderes de la Federación Anarquista Ibérica (FAI), y por ser partidario de emprender insurrecciones revolucionarias. En julio de 1936, tras el estallido de la Guerra civil, pasó a ser miembro Comité Central de Milicias Antifascistas de Cataluña en representación de la FAI. Desde ese cargo supervisaba las acciones emprendidas por las llamadas Patrullas de control, que durante meses provocaron el terror en toda Barcelona. Más adelante fue secretario de la Junta de Seguridad Interior (1936-1937), y posteriormente consejero de Sanidad y Asistencia Social del Gobierno de la Generalidad de Cataluña, entre el 16 de abril y el 5 de mayo de 1937. Después de los Sucesos de mayo de 1937 perdió su cargo y posteriormente llegaría a ser procesado por estafa. Finalmente fue encarcelado por ser el presunto inductor del atentado frustrado contra el presidente de la Audiencia de Barcelona Josep Andreu i Abelló. Se exilió en Francia con Juan García Oliver y después en México, de donde ya no volvió.
A lo largo de su vida tuvo distintos apodos: "El cojo", "Jerez", "Charles Abella", "Colas", "Marini" o "González".